# Vicepresident de la Generalitat Valenciana
La vicepresidència de la Generalitat Valenciana o Vicepresidència del Consell de la Generalitat Valenciana és un càrrec institucional que s'encarrega de diverses funcions com la coordinació entre conselleries.
Actualment, des de 2023, la Vicepresidenta del Consell és Susana Camarero (PP), que alhora també és Consellera de Serveis Socials, Igualtat i Habitatge.

## Llista de Vicepresidències de la Generalitat Valenciana
| Legislatura  | Nom                                                                    | Càrrec                                             | Inici                  | Fi                     | Partit                 |
| ------------ | ---------------------------------------------------------------------- | -------------------------------------------------- | ---------------------- | ---------------------- | ---------------------- |
| Preautonòmic | Felipe Guardiola Sellés                                                | Vicepresident                                      | 15 de setembre de 1981 | 28 de juny de 1983     | PSPV                   |
| I            | Felipe Guardiola Sellés                                                | Vicepresident                                      | 28 de juny de 1983     | 27 de juliol de 1987   | PSPV                   |
| V            | José Luis Olivas Martínez José Joaquín Ripoll Serrano                  | Vicepresident 1r Vicepresident 2n                  | 23 de juliol de 1999   | 25 de juliol de 2002   | PP                     |
| V            | José Joaquín Ripoll Serrano                                            | Vicepresident                                      | 25 de juliol de 2002   | 21 de juny de 2003     | PP                     |
| VI           | Víctor Campos Guinot                                                   | Vicepresident                                      | 27 d'agost de 2004     | 29 de juny de 2007     | PP                     |
| VII          | Vicente Rambla Momplet Gerardo Camps Devesa Juan Gabriel Cotino Ferrer | Vicepresident 1r Vicepresident 2n Vicepresident 3r | 29 de juny de 2007     | 22 de juny de 2011     | PP                     |
| VIII         | Paula Sánchez de León Guardiola                                        | Vicepresidenta                                     | 22 de juny de 2011     | 2 de gener de 2012     | PP                     |
| VIII         | José Císcar Bolufer                                                    | Vicepresident                                      | 2 de gener de 2012     | 30 de juny de 2015     | PP                     |
| IX           | Mónica Oltra Jarque                                                    | Vicepresidenta                                     | 30 de juny de 2015     | 17 de juny de 2019     | Compromís              |
| X            | Mónica Oltra Jarque Rubén Martínez Dalmau                              | Vicepresidenta Vicepresident 2n                    | 17 de juny de 2019     | 10 de setembre de 2021 | Compromís Unides Podem |
| X            | Mónica Oltra Jarque Héctor Illueca Ballester                           | Vicepresidenta Vicepresident 2n                    | 10 de setembre de 2021 | 29 de juny de 2022     | Compromís Unides Podem |
| X            | Aitana Mas i Mas Héctor Illueca Ballester                              | Vicepresidenta Vicepresident 2n                    | 29 de juny de 2022     | 19 de juliol de 2023   | Compromís Unides Podem |
| XI           | Vicente Barrera Simó Susana Camarero Benítez                           | Vicepresident Vicepresidenta 2n                    | 19 de juliol de 2023   | 12 de juliol de 2024   | VOX PP                 |
| XI           | Susana Camarero Benítez                                                | Vicepresidenta                                     | 12 de juliol de 2024   | Actualitat             | PP                     |